# Jasujuki Morijama
Jasujuki Morijama (japonsko 森山 泰行), japonski nogometaš, * 1. maj 1969.
Za japonsko reprezentanco je odigral eno uradno tekmo.